# Acquamela
Acquamela is een plaats (frazione) in de Italiaanse gemeente Baronissi, provincie Salerno, en telt ongeveer 2500 inwoners.